# 公立技術学校の虐殺

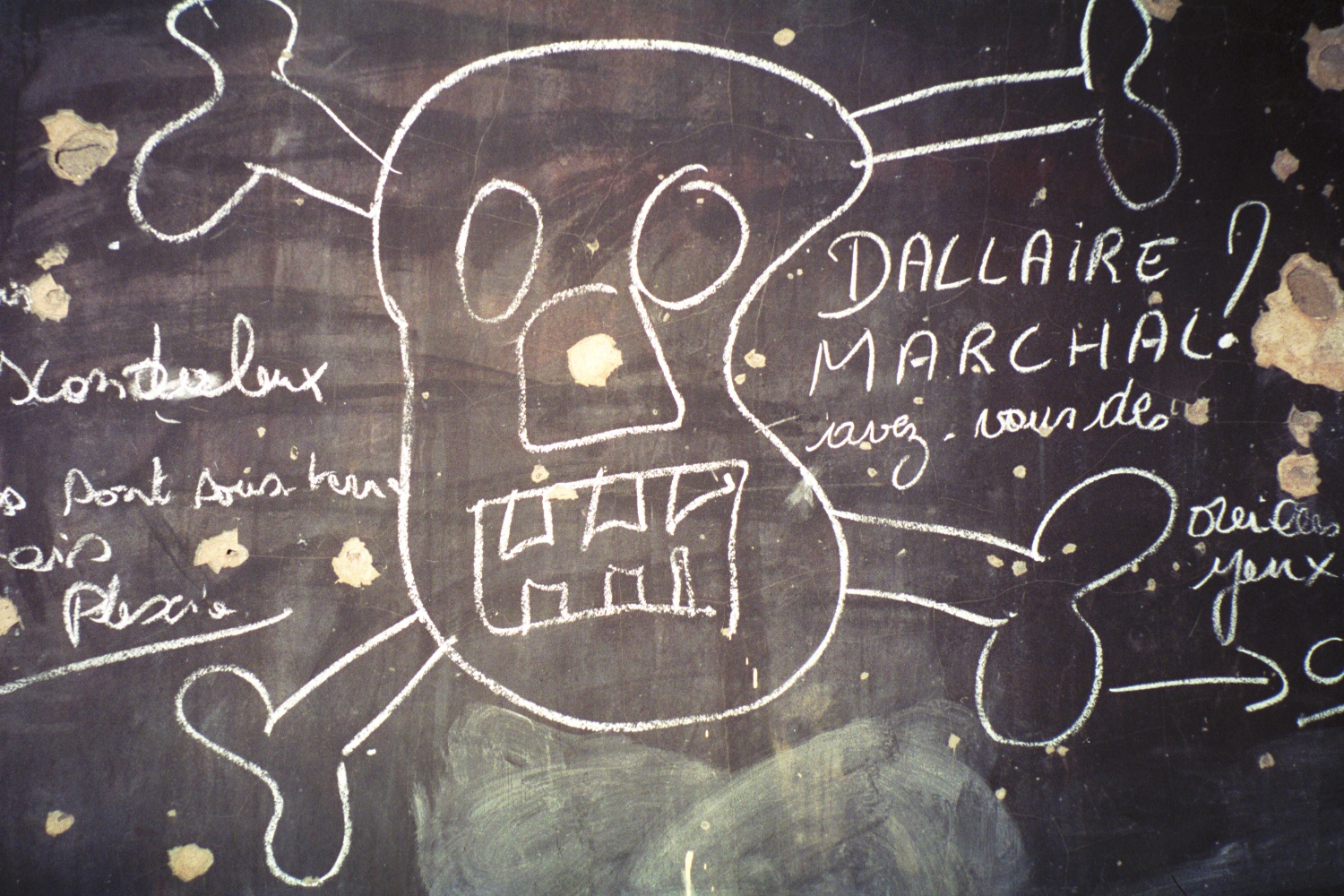
キガリの学校の黒板に残されていた落書き。国際連合ルワンダ支援団 (UNAMIR) 司令官のロメオ・ダレール (Dallaire) の名と、UNAMIRキガリ州司令官のリュック・マルシャル (Marchal) の名、そして骸骨が描かれている。

公立技術学校の虐殺（こうりつぎじゅつがっこうのぎゃくさつ）は、ルワンダ虐殺下で生じた公立技術学校（フランス語: École Technique Officielle）で行われた虐殺。

## 概要
公立技術学校は、ルワンダ共和国の首都キガリに存在したサレジオ会系のセカンダリースクールであった。ルワンダ虐殺さなかの1994年4月上旬、2000人を超えるツチとフツ穏健派の避難民がフツ過激派の襲撃から逃れるためにこの学校内へ避難しており、国連平和維持軍のベルギー兵が学校の警護を行っていた。しかし同月11日、国連軍が任務を放棄し撤収したため、その後すぐに児童数百人を含む避難民約2000人の大半がフツ過激派民兵のインテラハムウェによって虐殺された。

## 国連および国際連合ルワンダ支援団の動向
国際連合安全保障理事会の国の多くがアフリカの紛争に介入する事に消極的だったことが知られている。そんな中ベルギーのみが国際連合ルワンダ支援団に対し確固とした任務を与えることを要求していた。しかし、この事件の数日前に当たる1994年4月7日、アガート・ウィリンジイマナ首相の警護を行っていた平和維持軍のベルギー兵10人が武装解除の末に殺害される事件が発生したことで、同国はルワンダからの撤退を主張するようになった。この国連安保理の意向を受け、国際連合ルワンダ支援団は国連本部から「国際連合ルワンダ支援団はルワンダにいる外国人の避難のみに焦点を当てた活動行うよう」指示を受けた。この指示により、2000人のツチが避難していたキガリの公立技術学校の警護を行っていたベルギーの平和維持部隊は、フツ・パワーのプロパガンダを繰り返し叫ぶ過激派フツに学校を取り囲まれている状況であったにもかかわらず、同施設の警護任務を放棄して撤収してしまい、その後校内へ突入した過激派フツにより避難民が一斉に虐殺される結果となった。
十分な兵員も無く、難民救助を行うための明確なマンデート（任務）も与えられなかったとはいえ、国連平和維持軍が避難民を見捨てたことで2000人もの避難民が虐殺されたことで国連の信頼は大きく損なわれる結果となった。なお、その後の4月15日には、安全保障理事会は国際連合ルワンダ支援団を2608人から10分の1近い280人にまで減らすという国連安保理決議第912号を決定し、ルワンダ虐殺期間の国連平和維持軍の活動を著しく抑制している。
また、この事件に関する調査はベルギー政府が要求した後にすら実施されなかったことが知られている。また1997年9月、国際連合ルワンダ支援団司令官であったロメオ・ダレールは、ベルギーの平和維持軍兵士10人が殺害された件についてベルギー議会での証言を要求されたが、コフィー・アナン国連事務総長により同議会での証言は禁じられた。そのため、ダレールによるベルギー議会での証言は行われなかった。

## 撤退命令に関して
ベルギーの平和維持部隊の撤退の理由は、文献により食い違いが見られ、現場の小隊指揮官が避難民の存在を伏せた報告を上官に行い撤退となったとするもの、ベルギー軍上層部の判断とするもの、現場の小隊指揮官の判断で撤退したとするもの、とする説が知られている。後にベルギーの平和維持部隊における最高指揮官であったリュック・マルシャル (Luc Marchal) 大佐がテレビのインタビューに対し、自身が判断を行って撤退を命じたと答え、その理由を国際連合ルワンダ支援団本部からの命令であり、国外との唯一の連絡路であったキガリ空港の安全確保を行うためであったとし、また難民に関しては安全に家に帰れると思ったと述べている。
なお、この判断の責任者に関しては、国連による報告書でもベルギーの平和維持部隊による独自判断と推定されているのみで明確に記されていない。

## ヴィエコスラヴ・チュリッチ
ボスニア・ヘルツェゴビナ出身のクロアチア人聖職者で人道主義者のヴィエコスラヴ・チュリッチは、同校からの退去を拒否した唯一のヨーロッパ人（白人）であった。チュリッチは虐殺が続く中でルワンダに留まり続け、脅迫に遭いながらも公然と暴力を非難し続けた。チュリッチは紛争を生き延びたものの、1998年1月にキヴマ（Kivuma）において何者かによって殺害された。彼はのちに殉教者の1人として数えられるようになり、「アフリカのシンドラー」と呼ばれるようになった。キヴマには彼の名にちなんで命名された学校が存在している。

## 映画化
この事件はマイケル・ケイトン＝ジョーンズ監督により、『ルワンダの涙』（原題：Shooting Dogs）として映画化された。この映画は、公立技術学校の虐殺事件と、ルワンダ虐殺を経験したプロデューサーの体験に基づくフィクション作品で、避難民と共に学校へ隠れている2人の白人（神父と英語教師）の選択、そしてその結末を題材としている。